# Echinopsis famatimensis
Echinopsis famatimensis — вид кактусов из рода Эхинопсис.

## Описание
Стебель одиночный или разветвлённый, короткоцилиндрический, с сильно покатой вершиной, серый или тёмно-зелёный. Рёбер 24, они низкие, едва бугорчатые. Ареолы сближены.
Колючек 18-24, они расположены на бугорках в виде гребня, очень короткие, щетинистые, беловатые.
Цветки длиной до 3 см, жёлтые.

## Распространение
Эндемик аргентинской провинции Ла-Риоха.

## Синонимы
- Echinocactus famatimensis
- Lobivia famatimensis
- Rebutia famatimensis
- Lobivia pectinifera
- Echinopsis densispina
- Reicheocactus pseudoreicheanus